# Olexandr Lyjvald
Olexandr Anatoliyovych Lyjvald –en ucraniano, Олександр Анатолійович Ліхвальд– (9 de septiembre de 1978) es un deportista ucraniano que compitió en halterofilia. Ganó una medalla de bronce en el Campeonato Europeo de Halterofilia de 2002, en la categoría de 62 kg.

## Palmarés internacional
| Campeonato Europeo | Campeonato Europeo | Campeonato Europeo | Campeonato Europeo |
| Año                | Lugar              | Medalla            | Categoría          |
| ------------------ | ------------------ | ------------------ | ------------------ |
| 2002               | Antalya (Turquía)  | Medalla de bronce  | 62 kg              |